# Fernando Poe Jr.
Fernando Poe Jr., all'anagrafe Roland Allan Kelley Poe (Manila, 20 agosto 1939 – Manila, 14 dicembre 2004), è stato un attore, regista e politico filippino.

## Biografia
Noto anche come Ronwaldo Reyes, Ronnie, Da King, FPJ o Panday, è considerato un'importante icona culturale delle Filippine.
Dagli anni cinquanta in poi, Poe ha recitato in film storici per il cinema filippino, impersonando l'eroe che combatteva l'uomo comune, il che gli ha dato una grande reputazione rendendolo uno degli attori più famosi dell'arcipelago. Non ha frequentato la scuola media. Ha vinto numerosi premi, sia come attore sia come regista.
Durante l'ultima parte della sua vita ha anche intrapreso la carriera da politico, candidandosi però senza successo alle elezioni presidenziali delle Filippine nel 2004, contro Gloria Macapagal-Arroyo.
Il 24 maggio 2006 gli è stato conferito il titolo postumo di artista nazionale.
È stato il mentore dell'attore filippino Augusto Valdez Pangan Sr., detto "Chiquito".

## Cinema
- Pakners, regia di Tony Y. Reyes (2003)